# Mario Scotti (bassista)
Mario Scotti (Torino, 3 aprile 1945 – Roma, 2 novembre 2001) è stato un bassista italiano.

## Biografia
Inizia la carriera facendo parte nel 1963/64 del gruppo Five Continentals in Emilia-Romagna, noti anche come «la risposta Italiana ai Beatles».
Nel 1965 suona al Festival di Sanremo con Franco Tozzi nel gruppo Pard's, incidendo il secondo 45 giri dell'artista Non a caso il destino ci ha fatto incontrare/Per questo amore.
Nello stesso anno conosce Gianni Morandi registrando con lui alcuni dei suoi primi successi. Suona inoltre nel complesso di Patrick Samson.
Fa parte nel 1967 dei Boa Boa a fianco di Pierfranco Colonna e con questo gruppo partecipa l'anno dopo alla tournée italiana di Jimi Hendrix.
In quegli anni suona con altri grandi della musica mondiale, tra i quali Jimmy Smith, leggendario organista americano.
Dal 1969 inizia a lavorare come turnista alla RCA Italiana di Roma e sempre in quell'anno
comincia per lui l'attività televisiva con l'Orchestra Ritmi Moderni della R.A.I.Tv Italiana.
Nella sua lunga attività ha suonato e registrato anche con molti artisti italiani: Nini Rosso, Antonello Venditti (L.P. Lo Stambecco, Lilli, ecc.) con Patty Pravo, Lucio Dalla (Anidride Solforosa, Anna Bell'Anna, Nuvolari ecc.), Claudio Baglioni (da Piccolo Grande Amore a Solo), Renato Zero (Invenzioni, Zerolandia  ecc.), Francesco De Gregori (Bufalo Bill, Generale, Donna Cannone, Scacchi e Tarocchi, Titanic) Anna Oxa, Mimmo Locasciulli, Loretta Goggi, Alessandro Haber, New Trolls e tanti altri. 
Nel 1976 nei studi della RCA Italiana registra con Naná Vasconcelos e Saro Liotta un trentatré giri (L'attesa) dedicato alla musica Etnico-Brasiliana.
Nel 1982 entra a far parte dell'Orchestra Europea unitamente alla Filarmonica di Vienna in una tournée in Giappone diretta dal Maestro Ritz Ortolani, eseguendo Respighi, Strauss e musiche da film dello stesso Maestro (Africa addio, More, Happy to Dreamin').
Nel 1980 registra con Claudio Villa dieci concerti e altrettanti L.P. (Fonit Cetra) nella trasmissione "Concerti all'Italiana", unitamente alla Sinfonica di Torino diretta da Nello Ciangherotti. Sempre negli anni 80 partecipa come esecutore ai maggiori Film Italiani e stranieri di musiche dirette dai Maestri Ennio Morricone, Armando Trovajoli, Riz Ortolani, Jerry Goldsmith, Michel Colombier.
Ha eseguito molte musiche dei citati Maestri insieme a grandi esecutori di livello mondiale come Benny Goodman (clarinetto) e Toots Thielemans (Chitarra e armonica cromatica). Ha suonato il basso nella canzone Autostrada del pianista e giornalista di Rai Isoradio Alessandro De Gerardis.
Nel 1983 registra un LP con Del Newman arrangiatore di Diana Ross. Nella sua carriera televisiva (dal 1969 al 1990) e quindi nelle varie trasmissioni alle quali ha prestato la sua opera (Domenica in; Al Paradise; Fantastico, G.B. Show; Europa Europa, Totò ti Voglio Presentare...ecc.) ha accompagnato i seguenti artisti stranieri di fama internazionale: Joséphine Baker  (cantante, ballerina show girl), Paco de Lucía, Eumir Deodato, Toots Thielemans, Ray Charles, Frank Rosolino, Dee Dee Bridgewater, Amii Stewart, e altri grandi della Musica Nazionale ed Internazionale. Nel 1990 suona nel gruppo denominato "Les Aristocrates" a Montecarlo e a Divonne Les Bain in Francia per un breve periodo.
Nel 1994 partecipa alla trasmissione "Numero Uno" dove accompagna Giorgia figlia di Giulio Todrani (in arte Giulio Sangermano). Nello stesso periodo diventa il fondatore (con Stefano Senesi, Nicola Distaso e Ruggero Brunetti), arrangiatore, direttore ed esecutore del gruppo Alta Tensione Big Band composto da 13 elementi, eseguendo musiche dei Tower of Power, Earth Wind & Fire, Huey Lewis & the News, Kenny Loggins, Ivan Links, Donald Fagen ecc. e altri grandi successi del R.&B., suonando nei maggiori locali romani, come Saint Louis, Alpheus, Cineporto, Akab, Fonclea, ecc., e accompagnando nel 1994 con la stessa orchestra presso lo Stadio Olimpico di Roma il brano "Delitti Perfetti" con l'autore "Mimmo Locasciulli".
Nonostante il successo riscosso anche tra gli addetti, l'orchestra vive altri cinque anni poi, per impegni professionali dei componenti, si scioglie.
Muore a Roma il 2 novembre 2001 per cause naturali lasciando due figli, Andrea e Sabrina (interpreti di Il mago pancione Etccì, sigla dell'omonima serie animata), avuti dalla moglie Fiammetta.

## Discografia
Partecipazioni ad incisioni di altri artisti.
- 1973 – Francesco De Gregori, Alice non lo sa
- 1973 – Franco Califano, L'evidenza dell'autunno
- 1973 – Toto Torquati, Gli occhi di un bambino
- 1974 – Renato Zero, Invenzioni
- 1974 – Jula De Palma, Jula presenta
- 1975 – Claudio Baglioni, Sabato pomeriggio (solo in Poster e nella title track)
- 1975 – Patty Pravo, Incontro
- 1975 – Lucio Dalla, Anidride solforosa
- 1976 – Francesco De Gregori, Bufalo Bill
- 1976 – Mango, La mia ragazza è un gran caldo
- 1976 – Renato Zero, Trapezio
- 1976 – Lucio Dalla, Automobili
- 1976 – Ornella Vanoni, Più
- 1977 – Claudio Baglioni, Solo (percussioni, effetti suoni contrabbasso elettrico)
- 1977 – Mia Martini, Per amarti
- 1977 – Renato Zero, Zerofobia
- 1978 – Anna Oxa, Oxanna
- 1978 – Francesco De Gregori, De Gregori
- 1978 – Renato Zero, Zerolandia
- 1979 – Renato Zero, EroZero
- 1979 – Ornella Vanoni, "Oggi le canto così" n. 1. Raccolta di successi
- 1980 – Mimmo Locasciulli, Quattro canzoni (Qdisc)
- 1981 – Riccardo Fogli, Campione
- 1981 – Loretta Goggi, Il mio prossimo amore
- 1982 – Umberto Balsamo, Mai più
- 1982 – Loretta Goggi, Pieno d'amore
- 1983 – Francesco De Gregori, La donna cannone (Qdisc)
- 1983 – Mimmo Locasciulli, Sognadoro
- 1985 – Francesco De Gregori, Scacchi e tarocchi
- 1985 – Mimmo Locasciulli, Mimmo Locasciulli
- 1985 – Roberto Kunstler, Gente comune
- 1995 – Carlo Molinari, Una vita battuta a macchina (mini-cd)
- 1998 – Mimmo Locasciulli, Il futuro
- 1998 – Claudio Lolli, Viaggio in Italia